# 청춘 그루브
"청춘 그루브"는 2012년에 개봉한 대한민국의 영화이다.

## 캐스팅
- 이영훈 : 김민수 역
- 봉태규 : 서창대 역
- 곽지민 : 조아라 역
- 변성현 : 춥스 역
- 이재원 : 승태 역
- 유대준 : 빅마스터 역
- 구본웅 : 구 사장 역
- 이영민 : 호준 역
- 김동영 : 용찬 역
- 라미란 : 케이블PD 역
- 이무녕 : 창대회사 대리 역
- 유현지 : 창대 여동생 역
- 정지안 : 편의점알바 역
- 김태준
- 이영란 : 창대엄마 역 (우정출연)
- 구본임 : 여성학자 역 (우정출연)
- 박태경 : 창대회사 부장 역 (우정출연)